# Liste der Baudenkmäler in Glött
Auf dieser Seite sind die Baudenkmäler in der schwäbischen Gemeinde Glött zusammengestellt. Diese Tabelle ist eine Teilliste der Liste der Baudenkmäler in Bayern. Grundlage ist die Bayerische Denkmalliste, die auf Basis des Bayerischen Denkmalschutzgesetzes vom 1. Oktober 1973 erstmals erstellt wurde und seither durch das Bayerische Landesamt für Denkmalpflege geführt wird. Die folgenden Angaben ersetzen nicht die rechtsverbindliche Auskunft der Denkmalschutzbehörde.

## Baudenkmäler nach Ortsteilen

### Glött
| Lage                              | Objekt                                          | Beschreibung | Akten-Nr.              | Bild                                            |
| --------------------------------- | ----------------------------------------------- | --- | ---------------------- | ----------------------------------------------- |
| Fuggerstraße (Standort)           | Grabmonumente                                   | moderner Schutzbau mit Grabmonumenten der Familie Fugger-Glött: Epitaphien, 18./19. Jahrhundert sowie klassizistisches Grabdenkmal für Maria Aloisia Adelheid Fugger-Glött, von Johann Michael Haff, um 1800                                                                        | D-7-73-133-9 Wikidata  | Grabmonumente                                   |
| Fuggerstraße 4 (Standort)         | Katholische Pfarrkirche St. Veit                | neuromanischer Backsteinbau mit flachgedecktem, einschiffigem Langhaus und eingezogenem Chor, Turm mit Spitzhelm, nach Plänen von Anton Kappeler, 1847; mit Ausstattung | D-7-73-133-1 Wikidata  | weitere Bilder                                  |
| Fuggerstraße 8 (Standort)         | Ehemaliges Fugger’sches Amtshaus, jetzt Rathaus | zweigeschossiger Walmdachbau, 1. Hälfte 18. Jahrhundert | D-7-73-133-2 Wikidata  | Ehemaliges Fugger’sches Amtshaus, jetzt Rathaus |
| Fuggerstraße 15 (Standort)        | Ehemaliges Pfarrhaus                            | zweigeschossiger Satteldachbau mit verputztem Fachwerkobergeschoss, um 1730 | D-7-73-133-10 Wikidata | Ehemaliges Pfarrhaus                            |
| Mühlstraße (Standort)             | Kunstmühle                                      | dreigeschossiger Industriebau mit Flachwalmdach und Laderampe, Turbinenhaus, kleiner Anbau mit Satteldach über dem Mühlkanal, 1927, Siloanbau, dreigeschossiger Industriebau mit Walmdach, 1948; mit technischer Ausstattung; zugehöriger Mühlkanal, abschnittsweise massiv gefasst | D-7-73-133-12          | BW                                              |
| Regens-Wagner-Straße 1 (Standort) | Ehemals Fugger’sches Schloss Glött              | zweigeschossige Dreiflügelanlage mit Walmdach und runden Ecktürmen am Westflügel, im Nordflügel Schlosskapelle, von Veit Widenmann 1550–1560, 1932 Verlängerung und Errichtung des Ostflügels; mit Ausstattung                                                                      | D-7-73-133-5 Wikidata  | Ehemals Fugger’sches Schloss Glött              |
| Weilerstraße (Standort)           | Katholische Kapelle                             | kleiner Rechteckbau mit eingezogenem Chörlein, 17. Jahrhundert; mit Ausstattung; in Glöttweiler | D-7-73-133-7 Wikidata  | BW                                              |

### Breitwiesmühle
| Lage                        | Objekt      | Beschreibung                 | Akten-Nr.             | Bild |
| --------------------------- | ----------- | ---------------------------- | --------------------- | ---- |
| Breitwiesmühle 1 (Standort) | Feldkapelle | 1868 erbaut; mit Ausstattung | D-7-73-133-6 Wikidata | BW   |

### Heudorf
| Lage                                                  | Objekt                           | Beschreibung                                                                   | Akten-Nr.             | Bild |
| ----------------------------------------------------- | -------------------------------- | ------------------------------------------------------------------------------ | --------------------- | --- |
| Heudorf (Standort)                                    | Katholische Kapelle St. Antonius | schlichter Bau mit Dachreiter und profilierten Gesimsen, 1688; mit Ausstattung | D-7-73-133-8 Wikidata | weitere Bilder |
| Eichberg (ca. 700 m östlich von Waldkirch) (Standort) | Grenzstein                       | zwischen Markgrafschaft Burgau und Hochstift Augsburg, bezeichnet mit „1772“   | D-7-73-111-11         | [[Vorlage:Bilderwunsch/code!/C:48.47729,10.49619!/D:Eichberg (ca. 700 m östlich von Waldkirch), Grenzstein!/\|BW]] |